# Habagat
Habagat es el nombre del monzón del suroeste, que alcanza el litoral occidental de las Filipinas produciendo fuertes lluvias. Cruza por los mares próximos a las Célebes, afectando a las Filipinas desde junio hasta septiembre. 

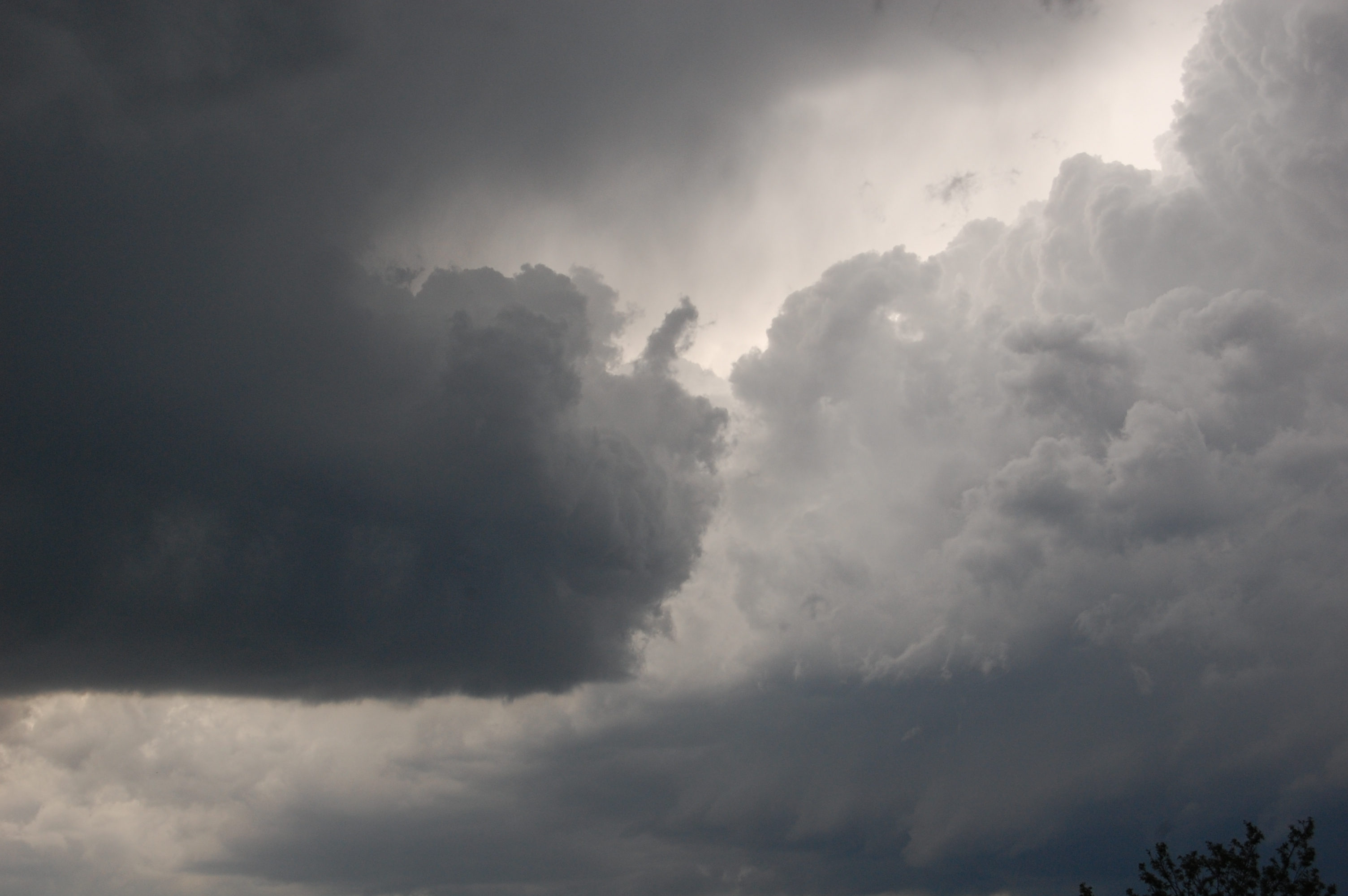
Cielos cubiertos por el Habagat - panoramio

## Características
Se origina en los vientos alisios, que soplan desde las zonas de alta presión del norte de Australia. En un principio es un viento cálido y seco. En su recorrido al noroeste pasa a través de Indonesia, por el sur de las Célebes y cruza el mar de Java, llegando al ecuador entre Sumatra y Borneo. Mientras atraviesa las tibias aguas del mar de Indonesia se carga de humedad generando compactas nubes. 
El efecto de coriolis, debido a la rotación de la tierra, desvía su recorrido hacia el noreste convirtiéndose en el monzón del sudoeste. Arriba a las islas filipinas con aire húmedo, nubes espesas y fuertes lluvias que afectan la región entre mediados de junio hasta mediados de septiembre. En esta temporada los rayos del sol calientan intensamente la superficie de las islas y al aire que se encuentra sobre ellas. En consecuencia, grandes masas de aire ascienden y baja la presión. Las húmedas corrientes del Habagat compensan la diferencia de presión y provocan intensas precipitaciones e inundaciones.

## Mitología
En la mitología de los antiguos nativos de las islas filipinas, Habagat es un dios malhumorado, que desencadena un sinfín de lluvias como una demostración de poder contra su rival Buhawi, el dios del tifón. Ambos están enamorados de la diosa del viento fresco del noreste, Amihan. Mientras estas deidades legendarias luchan con sus grandes poderes para vencerse mutuamente, los simples campesinos y navegantes que sufren las consecuencias de sus combates se estremecen de miedo e impotencia.

## Efectos sociales y culturales
Muy importante era la influencia de este viento en la sociedad filipina. El calendario agrícola se definía en función de la intensidad de las lluvias producidas por él. Cuando arribaba, se sembraban camote, casaba, y bananas. El fin del Habagat era el momento para la cosecha del maíz.